# إرنست شفارتز
إرنست شفارتز (بالألمانية: Ernst Schwarz)‏ هو مترجم نمساوي، ولد في 6 أغسطس 1916 في فيينا في النمسا، وتوفي في 6 سبتمبر 2003 في Münichreith ‏ في النمسا.